# Llista d'incendis forestals de les Illes Balears
Aquesta és una llista d'incendis forestals de més de 100 hectàrees produïts a les Illes Balears des que existeixen registres formals (1975).
| Data           | Any  | Zona                               | Municipis                                     | Illa     | Hectàrees       | Dies actiu (control) | Origen | Referències         | Observacions              |
| -------------- | ---- | ---------------------------------- | --------------------------------------------- | -------- | --------------- | -------------------- | --- | ------------------- | ------------------------- |
|                | 1974 |                                    |                                               | Menorca  | 636             |                      | | [ 2 ]               |                           |
|                | 1974 | La Trapa                           | Andratx                                       | Mallorca | 640             |                      | | [ 1 ]               |                           |
|                | 1974 | Sa Duaia                           | Artà                                          | Mallorca | 880             |                      | | [ 1 ]               |                           |
|                | 1975 | Son Fortuny                        | Estellencs                                    | Mallorca | 1020            |                      | | [ 1 ]               |                           |
|                | 1976 | Es Rajolí                          | Andratx                                       | Mallorca | 600             |                      | | [ 1 ]               |                           |
|                | 1977 |                                    |                                               | Mallorca | 1200            |                      | | [ 3 ]               |                           |
|                | 1978 | Bendinat                           | Calvià                                        | Mallorca | 1200            |                      | | [ 1 ]               |                           |
|                | 1978 | Sa Torre Nova                      | Andratx                                       | Mallorca | 900             |                      | | [ 1 ]               |                           |
|                | 1978 | Son Sureda                         | Artà                                          | Mallorca | 1007            |                      | | [ 1 ]               |                           |
|                | 1980 |                                    |                                               | Menorca  | 399             |                      | | [ 2 ]               |                           |
| Agost          | 1983 | Morna i Sant Vicent de sa Cala     | Santa Eulària des Riu i Sant Joan de Labritja | Eivissa  | 480             |                      | | [ 3 ] [ 5 ]         |                           |
|                | 1987 | Albarca                            | Artà                                          | Mallorca | 550             |                      | | [ 1 ]               |                           |
| 19 d'agost     | 1988 | Cala Sant Vicent                   | Sant Joan de Labritja                         | Eivissa  | 275             |                      | Provocat. El piròman sentí la necessitat de calar foc al bosc després d'escoltar música de Samantha Fox i Sabrina. Complí una condemna de 24 mesos de presó. | [ 8 ]               |                           |
| 23 de setembre | 1990 | Muntanya de Son Puça i els Olors   | Artà i Capdepera                              | Mallorca | 610 (550, 1500) |                      | | [ 10 ] [ 11 ]       |                           |
| 31 d'agost     | 1992 | S'Alqueria                         | Artà                                          | Mallorca | 2044 (1960)     |                      | | [ 3 ] [ 12 ] [ 13 ] |                           |
| 31 de juliol   | 1993 | Na Burguesa                        | Calvià                                        | Mallorca | 492             |                      | | [ 3 ] [ 11 ]        |                           |
| 14 de setembre | 1993 | Ca'n Lleig i Es Bosc               | Escorca                                       | Mallorca | 473             |                      | | [ 12 ]              |                           |
| 1 de juny      | 1994 | La Trapa i Ses Basses              | Andratx                                       | Mallorca | 1266 (1050)     |                      | | [ 12 ]              |                           |
| 2 de juny      | 1994 | Cas Mut, Serra Grossa i La Granada | Sant Josep de sa Talaia                       | Eivissa  | 350             |                      | | [ 3 ]               |                           |
| 10 d'agost     | 1994 | Ca'n Canals i Son Sanxos           | Artà                                          | Mallorca | 901 (660)       |                      | | [ 12 ]              |                           |
| 18 d'agost     | 1995 | Sa Roca, El Toro                   | Es Mercadal                                   | Menorca  | 163             | 2                    | |                     |                           |
| 8 d'octubre    | 1999 | Sa Duaia i Es Recó                 | Artà i Capdepera                              | Mallorca | 1112 (910)      |                      | | [ 19 ] [ 12 ]       |                           |
| 4 d'agost      | 2000 | Son Ganxo                          | Manacor                                       | Mallorca | 414             |                      | | [ 12 ]              |                           |
| 7 d'agost      | 2003 | Puig de Randa                      | Algaida i Llucmajor                           | Mallorca | 127             |                      | | [ 19 ]              |                           |
| 14 de febrer   | 2005 | S'Albufera de Mallorca             |                                               | Mallorca | 200             |                      | | [ 19 ]              |                           |
| 1 d'agost      | 2006 | Ets Alocs i Es Milocar             | Ferreries                                     | Menorca  | 142             |                      | | [ 19 ]              |                           |
| 22 d'agost     | 2010 | Benirràs                           | Sant Joan de Labritja                         | Eivissa  | 344             | 12                   | Negligència | [ 3 ] [ 22 ] [ 11 ] |                           |
| 26 de maig     | 2011 | Serra de Morna                     | Sant Joan de Labritja                         | Eivissa  | 1576            |                      | | [ 11 ]              |                           |
| 5 de juliol    | 2011 | Camí de sa Carrossa                | Artà                                          | Mallorca | 392             | 4                    | | [ 2 ]               |                           |
| 18 de setembre | 2011 | Cala Llonga                        | Santa Eulària                                 | Eivissa  | 115             |                      | | [ 24 ]              |                           |
| 26 de juliol   | 2013 | Serra de Tramuntana                | Andratx, Estellencs i Calvià                  | Mallorca | 2335            | 19 (8)               | Negligència | [ 11 ]              | Incendi d'Andratx de 2013 |
| 20 d'agost     | 2013 | Cala Torta, Sa Duaia               | Artà i Capdepera                              | Mallorca | 480             |                      | | [ 11 ]              |                           |
| 25 de setembre | 2020 | S'Amarador                         | Santanyí                                      | Mallorca | 428             |                      | |                     |                           |